# Inspektor nadzoru inwestorskiego
Inspektor nadzoru inwestorskiego – pełnoprawny uczestnik procesu budowlanego, który musi posiadać uprawnienia budowlane do pełnienia samodzielnej funkcji technicznej w budownictwie, wiedzę techniczną oraz praktykę zawodową dostosowaną do stopnia skomplikowania robót budowlanych.
Polskie przepisy prawa budowlanego przewidują, że inspektor nadzoru inwestorskiego może zostać ustanowiony dobrowolnie przez inwestora lub obligatoryjnie, jeśli roboty są szczególnie skomplikowane lub z uwagi na warunki gruntowe (art. 19 ustawy Prawo budowlane z 7 lipca 1994 roku z późniejszymi zmianami).
Ustanowienie inspektora nadzoru inwestorskiego na budowie pozwala inwestorowi, który niejednokrotnie nie ma wiedzy technicznej, zagwarantować realizację swoich interesów związanych z budową. Inspektor nadzoru inwestorskiego pełni bowiem rolę kontrolną nad kierownikiem budowy, może mu wydawać polecenia, które są odnotowywane w dzienniku budowy. Inspektor ma także prawo żądać dokonania stosownych poprawek od kierownika budowy lub kierownika robót budowlanych.
Inspektor nadzoru inwestorskiego pełni zatem funkcję analogiczną do adwokata – reprezentuje interesy swojego klienta na budowie. Dba o to, aby budowa została wykonana rzetelnie i zgodnie z zasadami wiedzy technicznej.
Zgodnie z przepisami ustawy inspektor nadzoru inwestorskiego i kierownik robót budowlanych (lub kierownik budowy) to funkcje rozdzielne – ta sama osoba nie może pełnić obydwu funkcji (konflikt interesów). Rola inspektora nadzoru inwestorskiego polega na nadzorze nad wykonawcą robót podczas procesu budowlanego (rola podobna do rady nadzorczej w odniesieniu do zarządu spółki kapitałowej).
Ustanowienie inspektora nadzoru inwestorskiego to prawo każdego inwestora – choć może się zdarzyć, że firma budowlana bądź kierownik budowy będą odnosić się niechętnie do pomysłu powołania inspektora, sprzeciwiając się obiektywnej i niezależnej kontroli.
Z punktu widzenia inwestora, na którym ciąży obowiązek zorganizowania procesu budowy, ustanowienie inspektora nadzoru wiąże się naturalnie z dodatkowymi kosztami, ale ogranicza ryzyko nienależytego wykonania robót budowlanych przez wykonawcę. Wydanie dodatkowych środków na niezależnego inspektora nadzoru może wyeliminować konieczność wykonywania poprawek, które mogą ujawnić się po zakończeniu budowy, a także ograniczyć dodatkowe wydatki spowodowane zawyżaniem zużycia materiałów przez wykonawcę (jeśli inspektorowi zlecono kontrolę rozliczeń).